# Хомин, Андрей Михайлович
Андрей Михайлович Хомин (укр. Андрій Михайлович Хомін; 2 января 1982, Киев, Украинская ССР, СССР) — украинский футболист, защитник.

## Биография
Родился в городе Потсдам (Германия) в семье военнослужащего. В шесть лет пошёл на футбол в Смена-Оболонь, в 16 лет попал с структуру «Динамо».
В детско-юношеской футбольной лиге Украины выступал с 1998 года по 1999 год за киевское «Динамо».
В 1999 году играл за «Динамо-3» во Второй лиге Украины, где провёл 14 матчей. В 2000 году выступал в любительском чемпионате Украины за столичный ЦСКА-3. Хомин сыграл в 7 играх, забив 1 гол. Летом 2000 года стал игроком белоцерковской «Ригонды», которая выступала во Второй лиге, позже команда сменила название на «Рось». Всего за клуб провёл 30 матчей и забил 1 мяч. За полгода проявил себя и попал на карандаши скаутов многих клубов.
В начале 2001 года получил тяжелейшую травму колена на просмотре в «Ворскле», которая чуть не поставила крест на его карьере.
Зимой 2003 года подписал контракт с бориспольским «Борисфеном». В сезоне 2002/03 вместе с командой стал серебряным призёром Первой лиги, после чего команда вышла в Высшую лигу Украины. 19 сентября 2003 года дебютировал в чемпионате Украины выездном матче против донецкого «Металлург» (2:0), Хомин вышел на 79 минуте вместо Олега Сизона. Всего в составе Борисфена провёл 51 матч и забил 3 гола, выступая также за фарм-клуб «Борисфен-2» (14 матчей и 1 гол) и «Систему-Борекс» (2 матча и 1 гол).
С 2005 года по 2007 года являлся игроком харьковского «Металлиста», который выступал в Высшей лиге Украины. Летом 2007 года перешёл в киевский «Арсенал». Дебютировал 15 июля 2007 года в матче против донецкого «Металлурга» (1:3). В составе команды провёл 119 матчей и забил 4 гола в чемпионате Украины.
В начале 2014 года стал игроком ужгородской «Говерлы», подписав контракт по схеме 0,5+1. Летом 2015 года находился на просмотре в донецком «Металлурге», но спустя некоторое время «Металлург» объявил себя банкротом и вакантное место в Премьер-лиге Украины заняла днепродзержинская «Сталь». Хомин в итоге команде не подошёл.
Отыграл больше 200 матчей в украинской премьер лиге.

## Достижения
- Серебряный призёр Первой лиги Украины (1): 2002/03

## Статистика
| Сезон   | Клуб             | Лига                 | Чемпионат | Чемпионат | Кубок | Кубок | Дубль | Дубль |
| Сезон   | Клуб             | Лига                 | Игры      | Голы      | Игры  | Голы  | Игры  | Голы  |
| ------- | ---------------- | -------------------- | --------- | --------- | ----- | ----- | ----- | ----- |
| 1998/99 | Динамо-3         | Вторая лига Украины  | 5         | 0         |       |       |       |       |
| 1999/00 | Динамо-3         | Вторая лига Украины  | 9         | 0         | 2     | 0     |       |       |
| 2000/01 | Ригонда          | Вторая лига Украины  | 11        | 0         | 1     | 0     |       |       |
| 2001/02 | Рось             | Вторая лига Украины  | 19        | 1         |       |       |       |       |
| 2002/03 | Рось             | Вторая лига Украины  | 13        | 0         | 1     | 0     |       |       |
| 2002/03 | Борисфен         | Первая лига Украины  | 10        | 1         |       |       |       |       |
| 2002/03 | → Борисфен-2     | Вторая лига Украины  | 6         | 0         |       |       |       |       |
| 2003/04 | Борисфен         | Высшая лига Украины  | 18        | 1         | 2     | 0     |       |       |
| 2003/04 | → Борисфен-2     | Вторая лига Украины  | 8         | 1         |       |       |       |       |
| 2003/04 | → Система-Борекс | Первая лига Украины  | 2         | 1         |       |       |       |       |
| 2004/05 | Борисфен         | Высшая лига Украины  | 23        | 1         | 2     | 0     | 1     | 0     |
| 2005/06 | Металлист        | Высшая лига Украины  | 14        | 0         |       |       | 3     | 0     |
| 2006/07 | Металлист        | Высшая лига Украины  | 13        | 0         | 6     | 0     | 9     | 0     |
| 2007/08 | Арсенал (Киев)   | Высшая лига Украины  | 22        | 0         | 2     | 0     |       |       |
| 2008/09 | Арсенал (Киев)   | Премьер-лига Украины | 26        | 0         | 2     | 0     |       |       |
| 2009/10 | Арсенал (Киев)   | Премьер-лига Украины | 24        | 3         | 1     | 0     |       |       |
| 2010/11 | Арсенал (Киев)   | Премьер-лига Украины | 15        | 1         | 1     | 0     |       |       |
| 2011/12 | Арсенал (Киев)   | Премьер-лига Украины | 17        | 0         | 3     | 0     | 1     | 0     |
| 2012/13 | Арсенал (Киев)   | Премьер-лига Украины | 4         | 0         | 1     | 0     | 1     | 0     |
| 2013/14 | Арсенал (Киев)   | Премьер-лига Украины | 11        | 0         | 0     | 0     |       |       |
| 2013/14 | Говерла          | Премьер-лига Украины | 7         | 0         |       |       |       |       |
| 2014/15 | Говерла          | Премьер-лига Украины | 16        | 0         | 2     | 0     |       |       |